# Eglestonite
L'eglestonite è un minerale della classe degli alogenuri. Prende il suo nome da Thomas E. Egleston, cofondatore della Columbia School of Mines e professore di mineralogia e metallurgia all'Università della Columbia. Il minerale forma una serie isomorfa con la kadyrelite.